# 602 (tal)
602 är det naturliga heltal som följer 601 och följs av 603.

## Matematiska egenskaper
- 602 är ett jämnt tal.
- 602 är ett sammansatt tal.
- 602 är ett Sfeniskt tal.
- 602 är ett Ulamtal.

## Inom vetenskapen
- 602 Marianna, en asteroid.